# Czerwone koszary w Stargardzie
Czerwone koszary – położone u zbiegu ul. 11 Listopada i Zwycięzców w Stargardzie, są zespołem koszarowym w garnizonie Stargard Szczeciński.
Kompleks trzech budynków wzniesiony został w latach 1881–1884 z przeznaczeniem dla 9 Kołobrzeskiego Pułku Grenadierów Hrabiego Gneisenaua. Budynki wykonane z czerwonej cegły (stąd też nazwa) zdobione blankami.
W czasie II wojny światowej budynki, mimo że były stricte wojskowe, właściwie nie poniosły strat.
W PRL stacjonowały tu m.in.:
- 132 pułk artylerii lekkiej 14 DP – od 1 maja 1953
- 37 Łużycki Pułk Artylerii do lat 90., J.W. 3771
- 20 Samodzielny Pułk Czołgów
- 24 Drezdeński Pułk Czołgów Średnich
- 30 Pomorski Pułk Artylerii Mieszanej
- 7 Warszawski Batalion Saperów
- 2 Batalion Rozpoznawczy Szwoleżerów Rokitniańskich
- Delegatura Wojskowej Służby Wewnętrznej

Obecnie w koszarach stacjonuje 2 Stargardzki Batalion Saperów.